# NGC 5733
NGC 5733 est une petite galaxie spirale vue par la tranche et située dans la constellation de la Vierge. Sa vitesse par rapport au fond diffus cosmologique est de 1 925 ± 16 km/s, ce qui correspond à une distance de Hubble de 28,4 ± 2,0 Mpc (∼92,6 millions d'al). NGC 5733 a été découverte par l'astronome allemand Albert Marth en 1864.
La classe de luminosité de NGC 5733 est III-IV et elle présente une large raie HI. Elle renferme également des régions d'hydrogène ionisé.
À ce jour, une mesure non basée sur le décalage vers le rouge (redshift) donne une distance d'environ 25,900 Mpc (∼84,5 millions d'al). Cette valeur est tout juste à l'extérieur des valeurs de la distance de Hubble. Notons que c'est avec la valeur moyenne des mesures indépendantes, même s'il n'y en a qu'une seule, que la base de données NASA/IPAC calcule le diamètre d'une galaxie et qu'en conséquence le diamètre de NGC 5726 pourrait être d'environ 10,6 kpc (∼34 600 al) si on utilisait la distance de Hubble pour le calculer.